# Solon voor Croesus
Solon voor Croesus is een schilderij van Gerard van Honthorst uit 1624. Sinds 1958 maakt het deel uit van de collectie van de Hamburger Kunsthalle.

## Voorstelling
Herodotus beschrijft in zijn Historieën de (fictieve) ontmoeting tussen de Atheense staatsman Solon en de Lydische koning Croesus. Solon weigerde om de koning, die als de rijkste man van zijn tijd werd beschouwd, de gelukkigste man op aarde te noemen. Volgens de staatsman kon iedereen immers onverwacht een slag van het noodlot te verwerken krijgen. 
Op het schilderij is Croesus te zien met een kroon en een scepter, gekleed in een mantel die afgezet is met hermelijnbont. Aan zijn voeten staat een groot vat gevuld met gouden en zilveren munten met drie pronkbokalen ernaast, waarvan een de vorm van een schelp heeft en een andere van een ananas. Met zijn linkerhand wijst de koning naar zichzelf, terwijl Solon naar de toeschouwer wijst met zijn rechterhand. Linksonder zijn twee slaven afgebeeld, een geknielde man en een vrouw die naar Croesus’ voeten buigt. Rondom het tafereel staan verschillende hovelingen die het tafereel lachend of nadenkend bekijken. 
Waarschijnlijk is dit schilderij de eerste weergave van het verhaal van Croesus en Solon in de Noordelijke Nederlanden. Van Honthorst schilderde het twee jaar na zijn terugkomst uit Italië. Hij was een belangrijke vertegenwoordiger van de Utrechtse Caravaggisten. De invloed van de Italiaanse schilder komt het duidelijkst naar voren in de mannelijke slaaf, die Van Honthorst in sterk chiaroscuro schilderde met vieze handen en voeten. Voor de koning diende een schilderij van koning David dat hij eerder maakte tot voorbeeld. Ook op dat werk is een sjaal om de kroon gewikkeld en is de mantel afgezet met hermelijn. De schelpbokaal lijkt op het werk van de in Utrecht actieve zilversmid Adam van Vianen.  
Waarschijnlijk had het schilderij een moraliserende betekenis. Het verzamelen van rijkdom werd in die tijd beschouwd als een oorzaak van ruzie en diefstal. Het ideale leven stond in het teken van hard werk, bescheidenheid en godvrezendheid. Jacob Cats zou enkele jaren later een gedicht over Croesus en Solon maken met die strekking. Van het schilderij zijn twee kopieën bekend (in Boedapest en Dordrecht).

## Herkomst
Het schilderij is afkomstig uit de verzameling van Oscar Nottebohm, een mecenas uit Antwerpen. Zijn collectie werd in 1957 geveild, waarna het doek via kunsthandel P. de Boer in Amsterdam en met financiële steun van de Campe’sche Historische Kunststiftung in 1958 in de Kunsthalle terechtkwam.

## Afbeeldingen

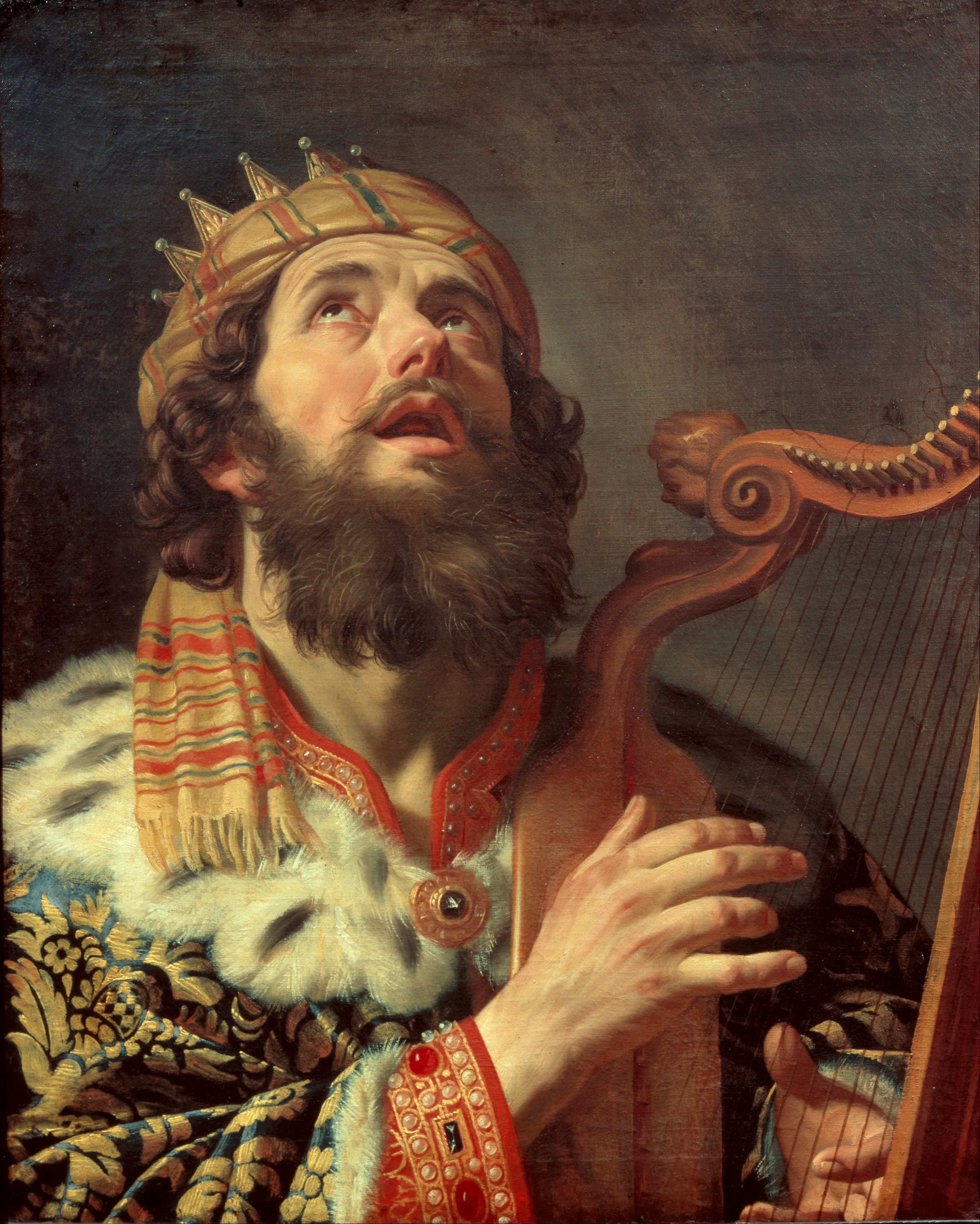
Harpspelende koning David (1622)
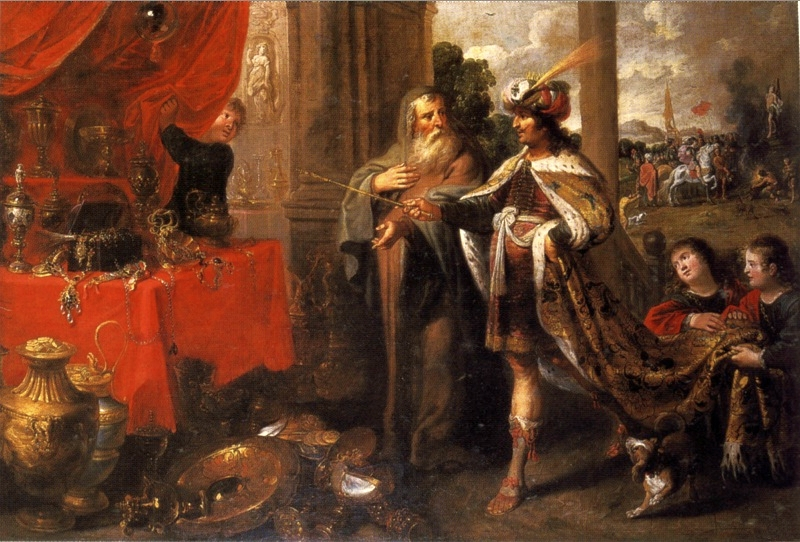
Croesus toont zijn schatten - Frans Francken II
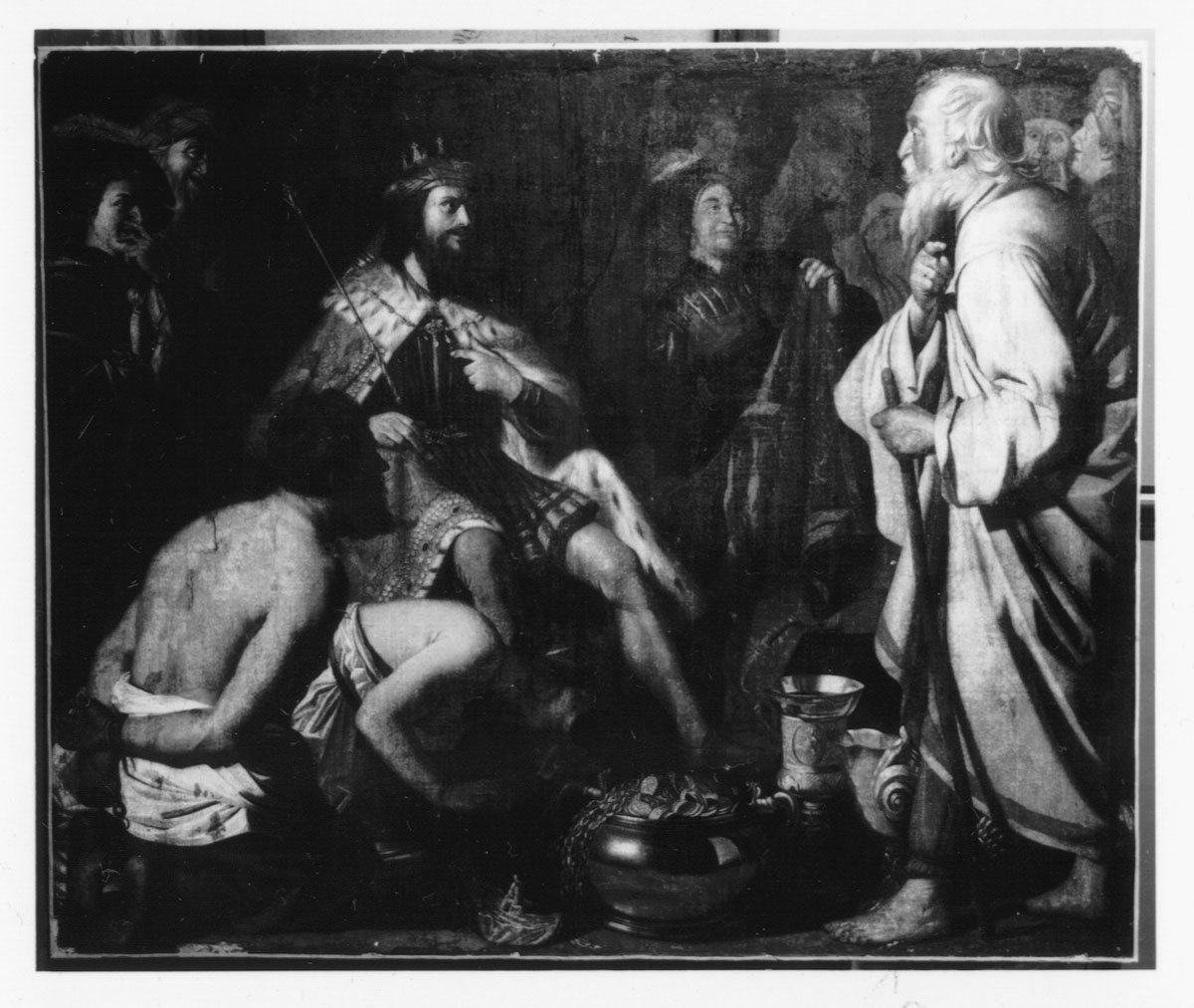
Kopie (Boedapest)